# Moerasspirearoest
De moerasspirearoest (Triphragmium ulmariae) is een autoecische schimmel behorend tot de familie Raveneliaceae. Hij leeft als  biotrofe parasiet. De spermogonia, aecia, uredinia en telia komen alleen voor op moerasspirea.

## Kenmerken
Spermogonia
De gele spermogonia zitten op de bovenkant van het blad in gele bladvlekken. Als een spermatium van een ander paringstype op een receptieve hyfe van het spermogonium komt, wordt door celdeling een tweekernig mycelium gevormd, dat nog wel haploïde is. Dit tweekernige mycelium vormt vervolgens een aecium.
Aecia
Oranje aecia ontwikkelen zich op de bladstelen en bladeren, maar voornamelijk op de achterkant van de bladnerven. Door de wind verspreide aeciosporen infecteren moerasspirea, waarna ronde en citroengele uredinia geproduceerd worden.
Uredinia
De primaire uredinia veroorzaken meestal gekromde, opvallende, oranje, poederachtige vervormingen tot 2 cm lang aan weerszijden van bladstelen en bladnerven. In dit stadium zijn hun urediniosporen 23 tot 28 μm lang en 18 tot 21 μm breed en hun wanden 2 tot 3 μm dik.
De secundaire uredinia verschijnen in het begin tot het midden van de zomer als kleine, poederachtige, geelbruine of oranje puistjes met een diameter tot 1 mm, die zich bevinden in vlekken op de achterkant van de bladeren. Deze bladeren zijn erg bleek, geel of rood. In dit stadium zijn hun urediniosporen 20 tot 30 μm lang en 18 tot 25 μm en hun wand 1 tot 1,5 μm dik. De kiemporen zijn onduidelijk of afwezig. Er zijn meerdere cycli secundaire uredinia gedurende het seizoen. Aan het einde van het groeiseizoen worden in plaats van uredinia in telia zwartbruine teliosporen geproduceerd.
Telia
De zwartbruine, ronde, poederachtige telia zitten op de achterkant van de bladeren. Ze vormen zwartbruine, bolvormige, driecellige, gesteelde teliosporen, die duidelijk wratachtig zijn rond de kiemporiën. Ze zijn 30 tot 50 μm lang en 24 tot 42 μm breed. Ze overwinteren op de geïnfecteerde, dode bladeren van moerasspirea. Ze ontkiemen in het voorjaar en produceren seksuele basidiosporen, die door de wind worden verspreid en andere planten van de moerasspirea infecteren, waarna vervolgens gele spermogonia gevormd worden.

## Verspreiding
De moerasspirearoest komt voor in Europa en Oost-Azië. In Nederland is de schimmel matig algemeen.

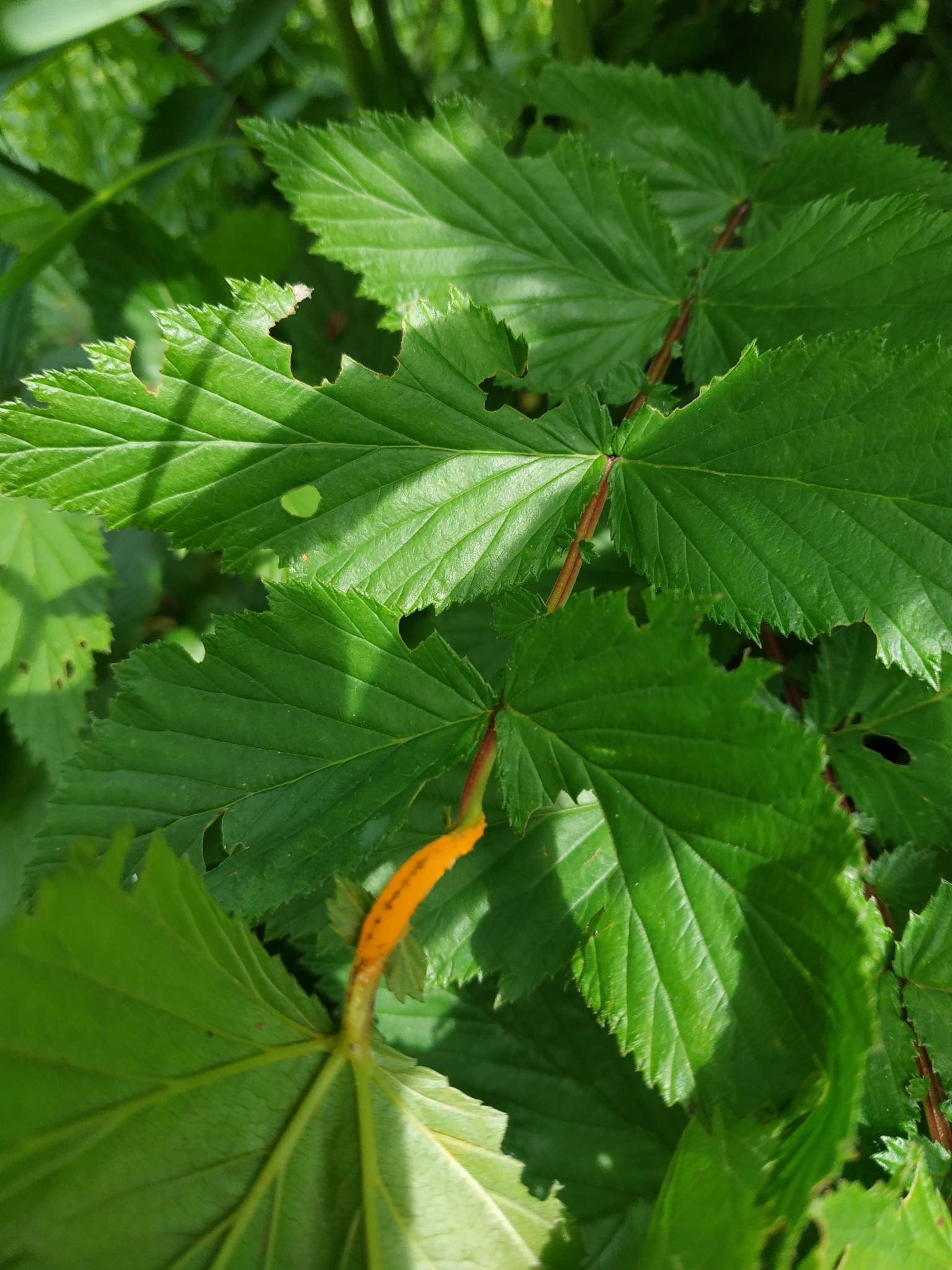
Spermogonium en uredinia
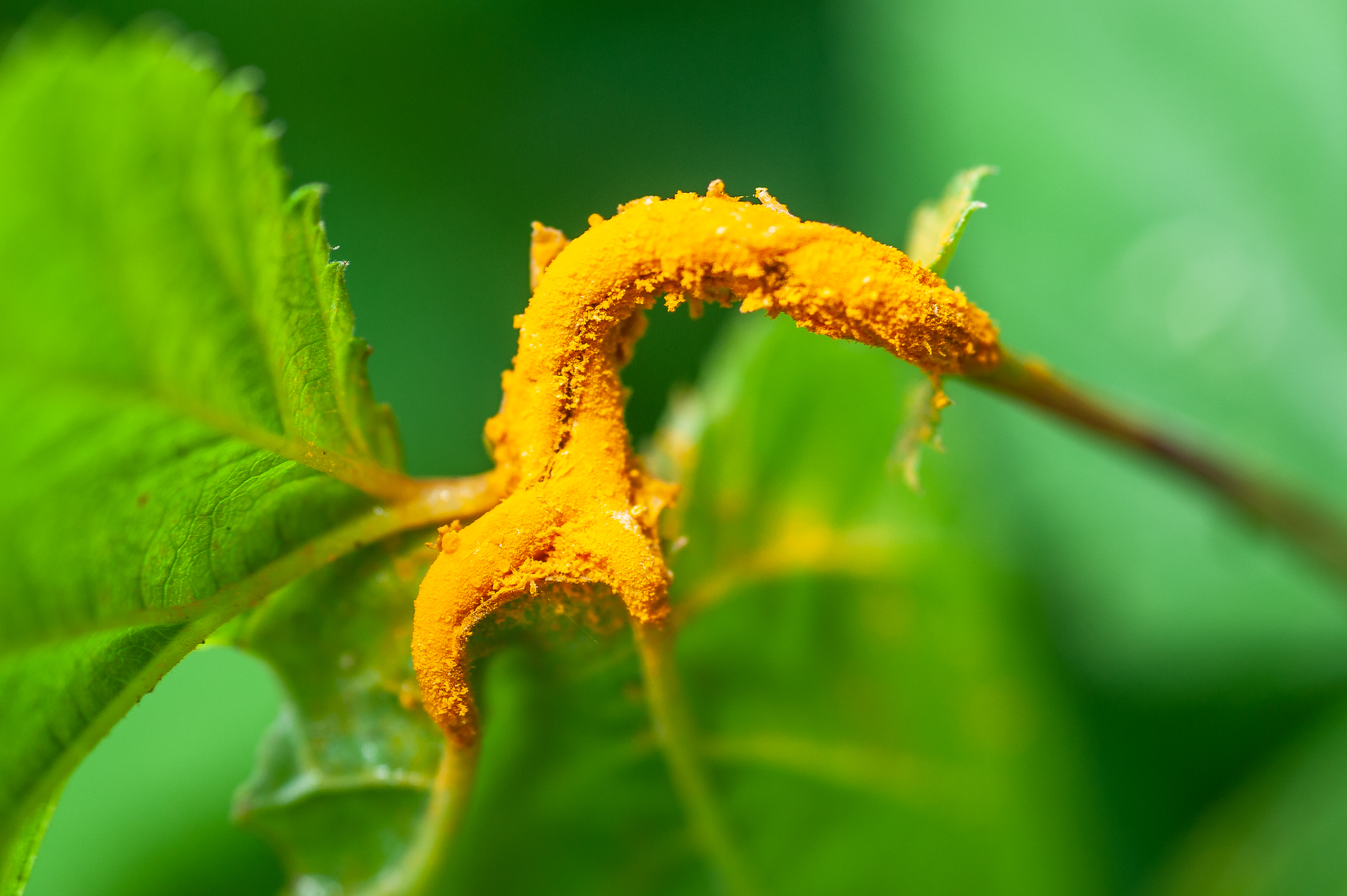
Primaire uredinia
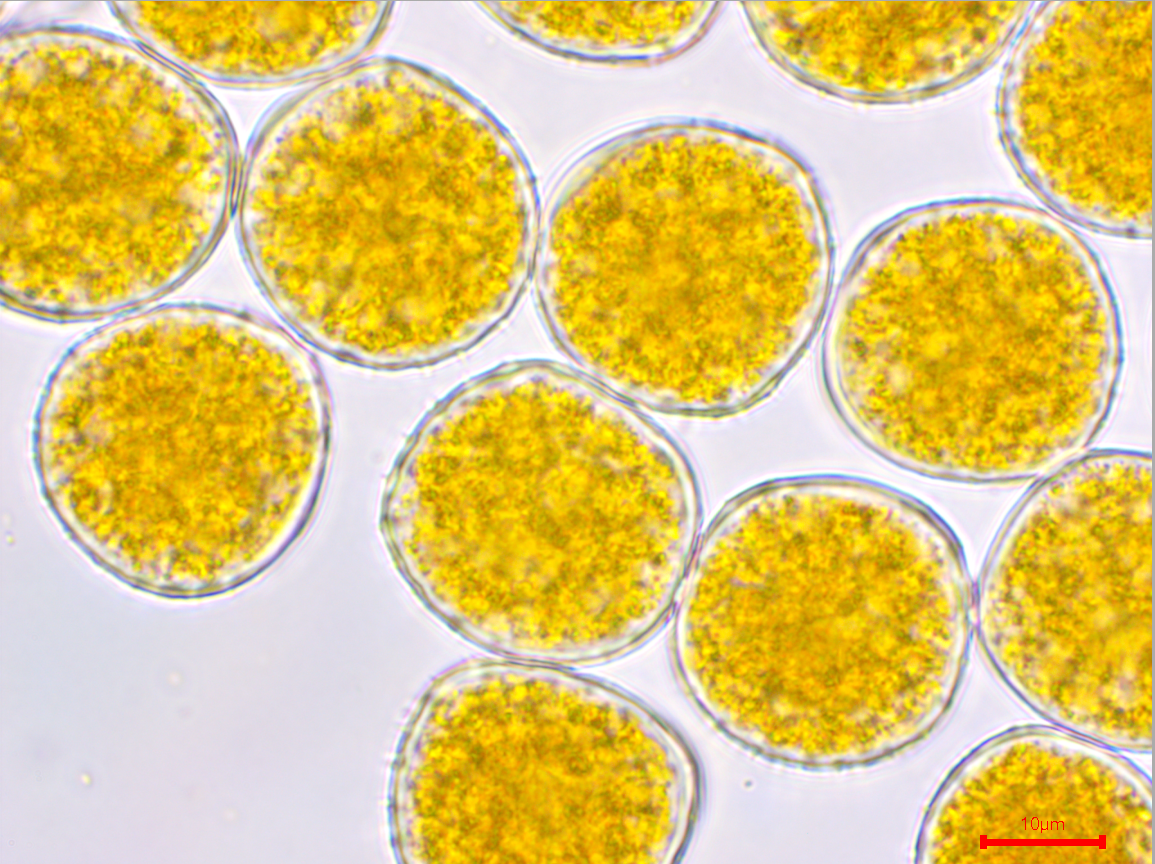
Primaire urediniosporen
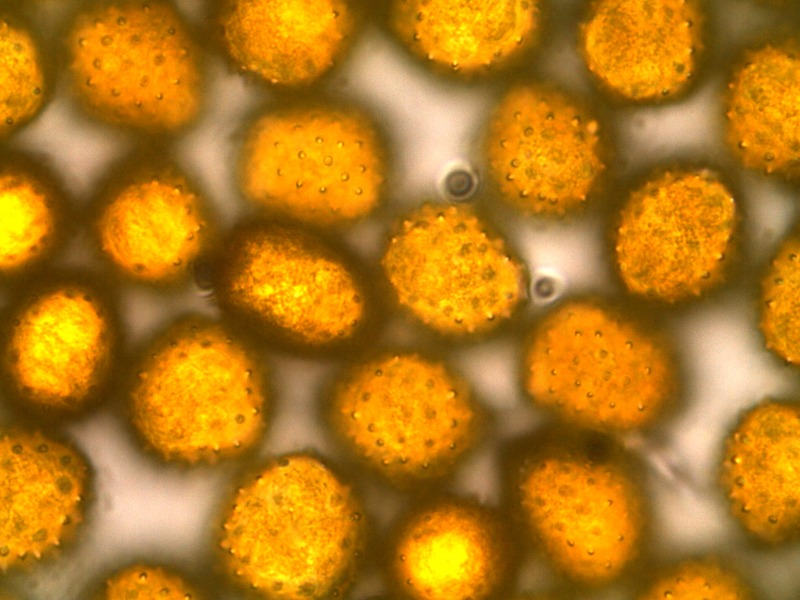
Primaire urediniosporen
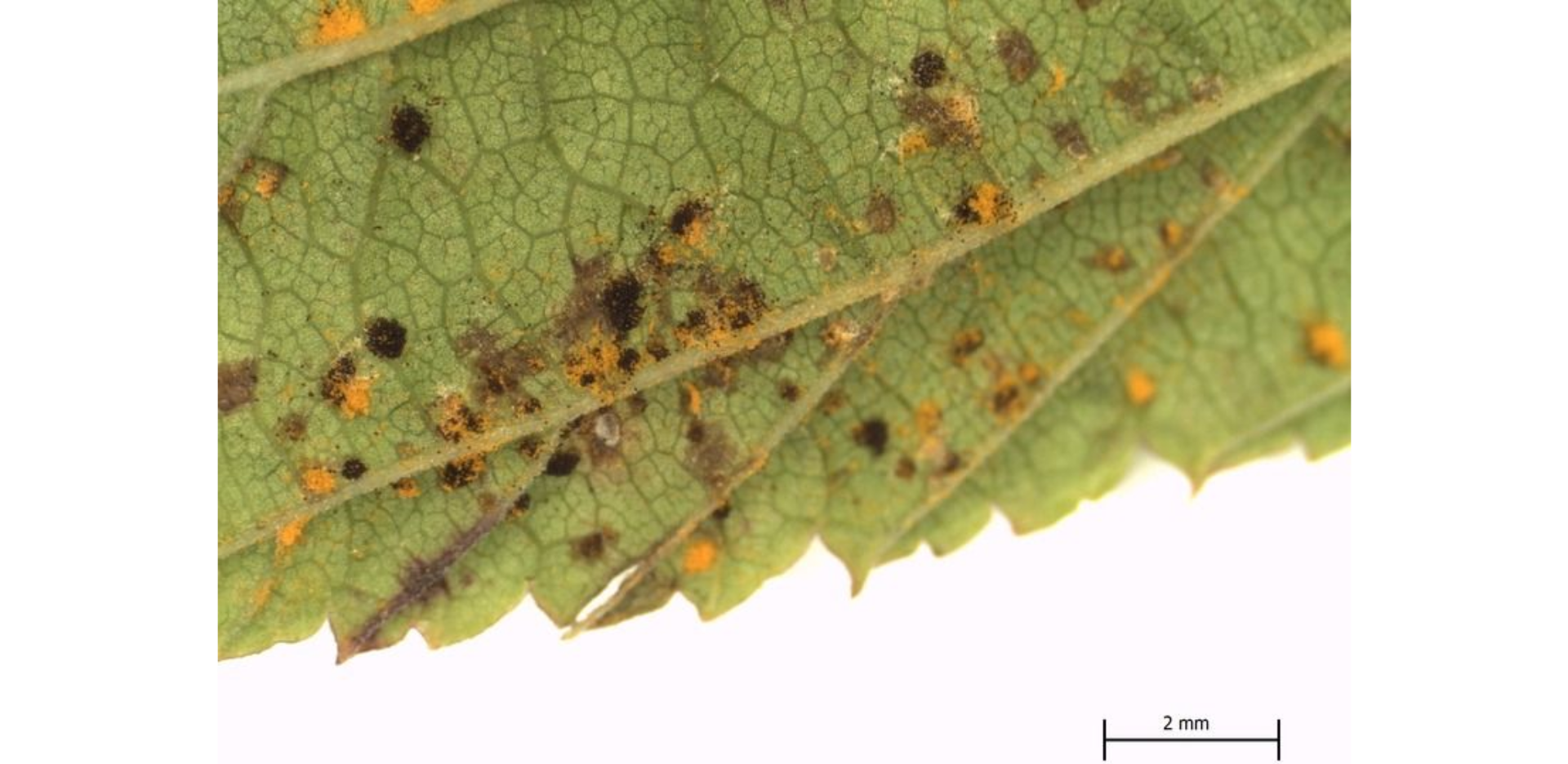
Telia en secundaire uredinia
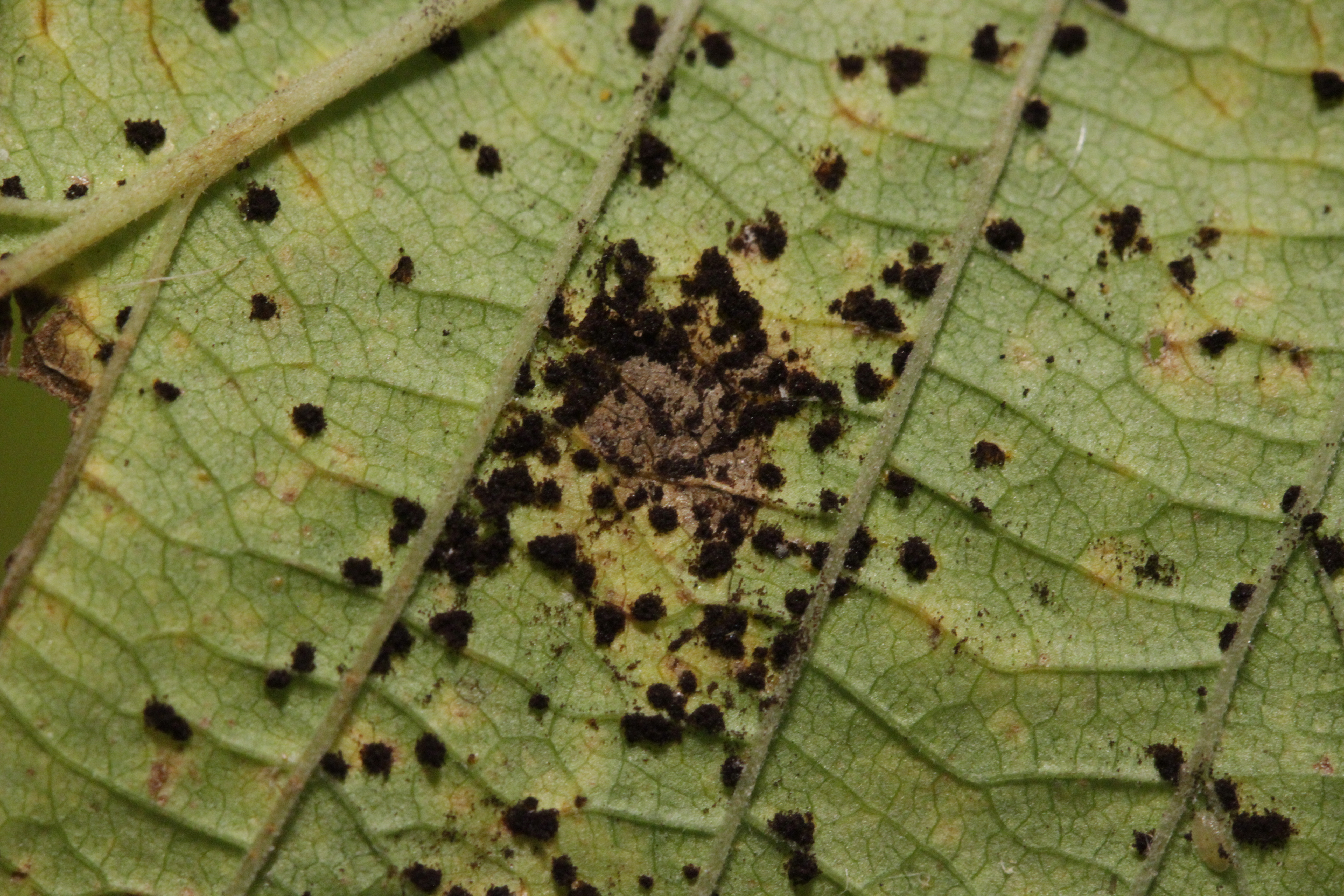
Telia
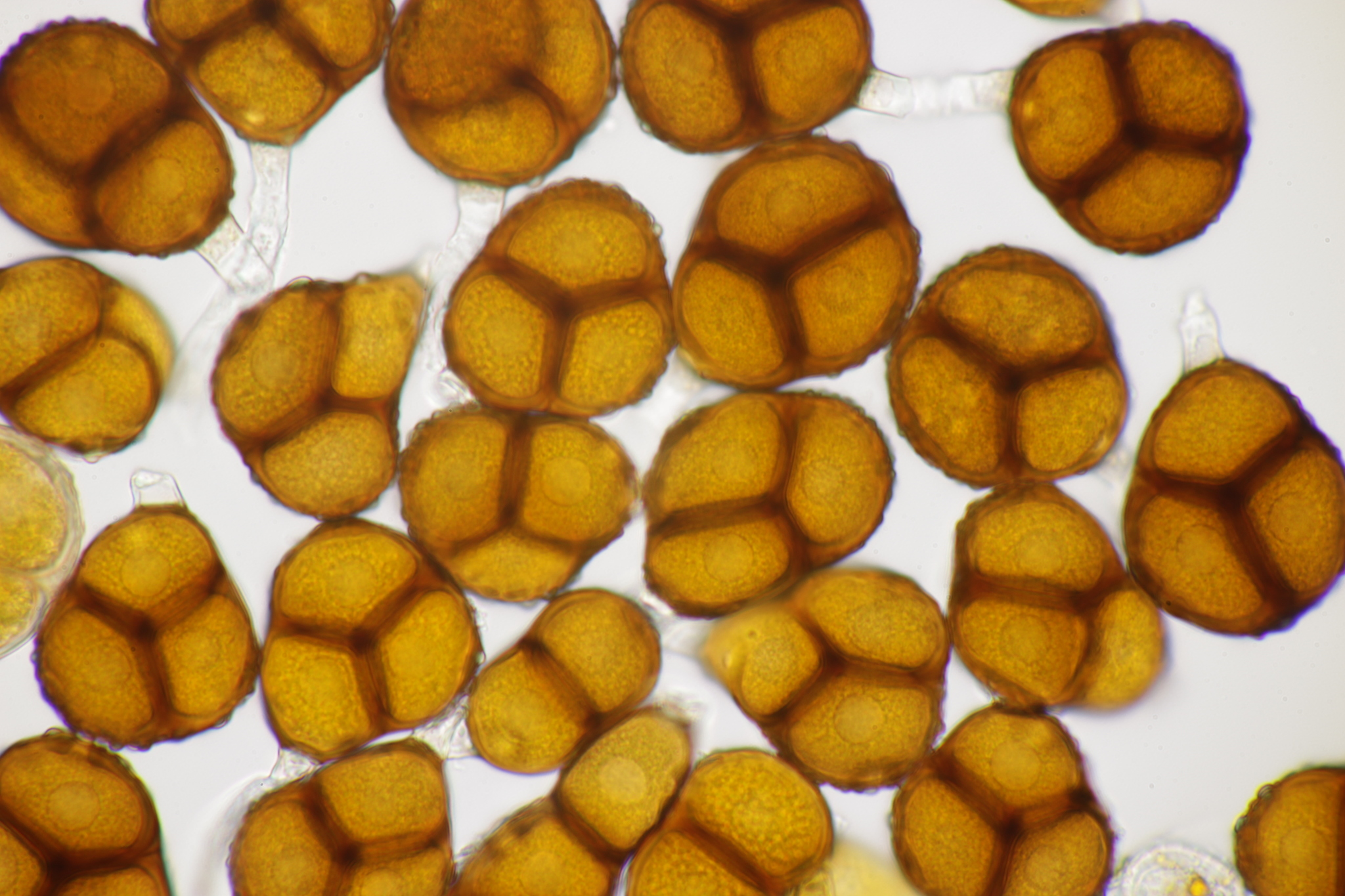
Teliosporen
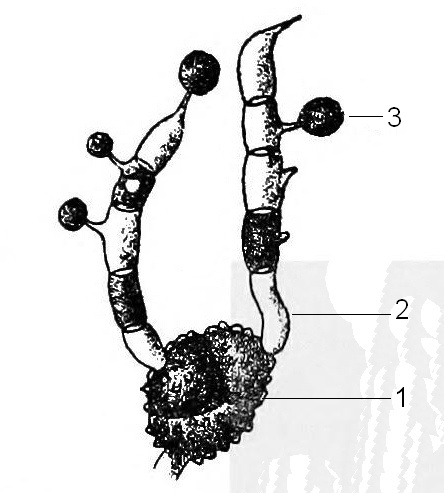
Kiemende teliospore